# Уржум (Алтайский край)
Уржу́м — село в Алейском районе Алтайского края. Входит в состав Дубровского сельсовета.

## География
Село расположено в 11 километрах от села Толстая Дуброва — центра Дубровского сельсовета, в 33 километрах от Алейска и в 160 километрах от Барнаула. Уржум стоит на автодороге Алейск — Чарышское и на берегах реки Порозихи.

## История
Село было основано как деревня Уржумова в 1787 году, позднее село называлось Уржумское, затем Уржум. В 1930 году в селе было основано два колхоза — «Алтайская правда» и «Большевик».

## Население
| 1926 | 1997 | 1998 | 1999 | 2000 | 2001 | 2002 | 2003 | 2004 |
| ---- | ---- | ---- | ---- | ---- | ---- | ---- | ---- | ---- |
| 1353 | ↘335 | ↗360 | ↘357 | ↘348 | ↘342 | ↘336 | ↘335 | ↘324 |
| 2005 | 2006 | 2007 | 2008 | 2009 | 2010 | 2011 | 2012 | 2013 |
| ↘319 | ↘294 | ↗298 | ↘287 | ↘285 | ↘246 | ↗247 | ↘242 | ↘237 |

| 1928 | 1938 | 2015 |
| ---- | ---- | ---- |
| 1353 | 508  | 222  |

Согласно результатам переписи 2002 года, в национальной структуре населения русские составляли 87 %.